# Оперен театър, Осло
Оперният театър в Осло (на норвежки: Operahuset) е седалището на Норвежката национална опера и балет.
Сградата му се намира в квартал Бьорвика в централната част на Осло на брега на Ослофьор в непосредствена близост до Централната гара на Осло. Управлява се от правителствената агенция Statsbygg („Обществено строителство“), която управлява имуществото на норвежкото правителство. Сградата съдържа 1100 помещения с обща площ 38 500 m2. Голямата зала съдържа 1364 места, а двете други зали за изпълнения настаняват съответно 200 и 400 души. Основната сцена е широка 16 m и дълбока 40 m. Разчупеният екстериор на сградата е покрит с италиански мрамор и бял гранит и покривните плочи започват още от нивото на водата на залива, образувайки постепенно издигаща се пешеходна зона, любимо място за разходка на жителите на Осло. Оперният театър е най-голямата сграда с културно предназначение, строена в Норвегия след строежа на катедралата „Нидарос“ в Тронхайм, приключил около 1300 година. Тя е и една от градските забележителности.

## История
Решението за строежа на Операта в Осло е взето през 1999 година след продължителен национален дебат. В проведения конкурс за архитектурен проект, постъпват 350 предложения, от които журито избира проекта на норвежката фирма Snøhetta. Строителните дейности започват през 2003 година и са приключени през 2007 година, предсрочно и с около 300 милиона норвежки крони (около 52 милиона щатски долара) по-малко от договорената стойност от 4,4 милиарда крони (около 760 милиона долара). Официалното откриване на Операта се състои на 12 април 2008 година, и е посетено от Н. В. крал Харалд V, кралица Маргрете II Датска и президентката на Финландия Таря Халонен, както и други високопоставени гости. По време на първата година от функционирането си, 1,3 милиона посетители са преминали през вратите на Операта.
Проектът на сградата печели наградата за сграда на културата на Световния архитектурен фестивал в Барселона през октомври 2008 г. и Наградата за съвременна архитектура, връчвана от Европейския съюз (Награда „Mies van der Rohe“).

## Сграда на Операта
Покривът на сградата достига земята под наклон, създавайки по този начин широка пешеходна зона, по която може да се достигне до тавана на най-високата част на сградата, откъдето се разкриват панорамни гледки към град Осло и фиорда. Наклонът и настилката са подходящи и за скейтбординг, който е позволен в определени части и е нежелателен в близост до концертните зали.
Лобито на оперния театър е заобиколено от 15-метрови прозорци, изработени от специално стъкло с минимални свързващи елементи, което позволява по-добра видимост към водата. Покривът се поддържа от тънки, начупени колони, които също са проектирани така, че да не пречат на гледката.
Интериорните пространства са облицовани с дъб. Голямата зала има форма на подкова и се осветява от внушителен овален полилей с 5800 ръчно изработени кристали. На седалките има монитори с електронна система за либрета, която позволява на аудиторията да следят оперните либрета, не само на оригиналния им език, но и на норвежки или английски.
|  | Тази страница частично или изцяло представлява превод на страницата Oslo Opera House в Уикипедия на английски. Оригиналният текст, както и този превод, са защитени от Лиценза „Криейтив Комънс – Признание – Споделяне на споделеното“, а за съдържание, създадено преди юни 2009 година – от Лиценза за свободна документация на ГНУ. Прегледайте историята на редакциите на оригиналната страница, както и на преводната страница, за да видите списъка на съавторите. ВАЖНО: Този шаблон се отнася единствено до авторските права върху съдържанието на статията. Добавянето му не отменя изискването да се посочват конкретни източници на твърденията, които да бъдат благонадеждни. |